# Free Knowledge Institute
Pour les articles homonymes, voir FKI.
Le Free Knowledge Institute (FKI) est un organisme sans but lucratif (OSBL) qui soutient la libre circulation des connaissances et du savoir sur le Web. Fondée en 2006 à Amsterdam, cette organisation européenne fait la promotion d'un échange collectif touchant à tous les domaines. Elle œuvre notamment dans les sphères de l'informatique (le projet Free Software), de l'éducation (le projet Ressources éducatives libres), de la culture et des sciences. Le FKI est un réseau qui facilite le partage des connaissances en renseignant la population au sujet des outils disponibles et en donnant accès à des applications de logiciels libres.
Le FKI s’apparente à plusieurs autres organisations dont la vision prédominante est la collaboration intercommunautaire de l’accès à l'information : l'encyclopédie Wikipédia, l'Internet Society, la Fondation « Partager le Savoir », la Free Software Foundation. Ces dernières ont en commun la volonté de valoriser le partage et d'encourager la contribution d’autrui dans leurs projets. 

## Histoire

### Contexte

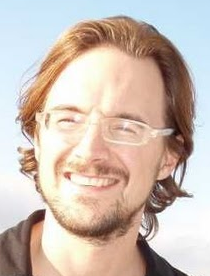
Wouter Tebbens, président et cofondateur du FKI

Le FKI a vu le jour dans un contexte d'émergence des technologies de l’information où des lacunes d’accès à l’information affectaient la population à l'échelle internationale. La consultation de certaines plateformes virtuelles et de certains logiciels engendraient des frais de licences et de droits d'auteur. Ce monopole intellectuel restreignait l'utilisation de ces outils. C'est à la suite du SELF Project (science, education and learning in freedom) que le réseau du FKI a ainsi été créé pour tenter de favoriser une justice sociale relative à la circulation de l'information. 

### Composition
Le FKI propose un lieu virtuel de partage et d'échange. En outre, quiconque désirant contribuer à la mise en commun du réseau est invité à en devenir membre. Le conseil du FKI est composé de Wouter Tebbens (président et cofondateur), de David Jacovkis (secrétaire et cofondateur), de Hinde ten Berge (trésorière et cofondatrice), de Joseph Corneli et de Marco Fioretti.

## Mission
Le FKI vise à informer la population sur les ressources qui existent quant à l'accès aux connaissances et aux technologies propre aux champs d’expertises de chacun. Ainsi à des fins d’échange et de partage du savoir le FKI enrichit la société de l’information. 

### Valeurs
Le FKI est fondé sur le respect de valeurs spécifiques qui dictent ses orientations. Les trois catégories suivantes sont au cœur de son action : la durabilité, la collaboration et la responsabilisation. Ces dernières sous-tendent, entre autres, la diversité culturelle, l’échange, la coopération, la pluralité, l’équité et la transparence. Par le biais de ces valeurs, le FKI est en mesure de prendre position sur divers enjeux sociaux.
Le FKI suggère une liste de termes à éviter dans certains contextes afin d'éliminer les risques de mauvaises interprétations et de confusion, par exemple : consommateurs, serrures numériques et piratage. Cette liste est disponible sur le site du système d'exploitation GNU. 

## Services

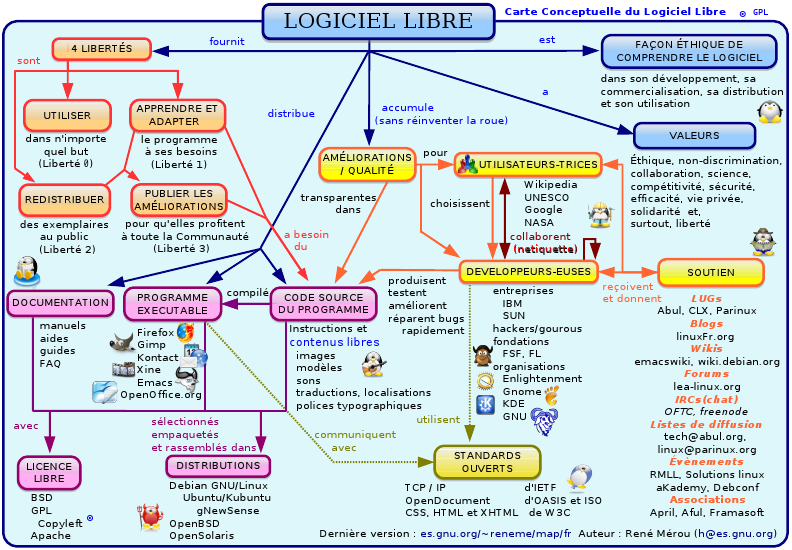
Carte conceptuelle du logiciel libre

Le Free software (logiciel libre) désigne une situation où l'accès au code source des logiciels est « libre » sur le plan légal et sur le plan de la gratuité. Les licences sont donc ouvertes aux modifications comme dans l'« open source » (« open » désignant ouvert en français). « Cela veut dire que les utilisateurs ont la liberté d'exécuter, copier, distribuer, étudier, modifier et améliorer ces logiciels ». Quiconque, donc, désirant mettre à profit ses connaissances et améliorer le logiciel est invité à coopérer dans le respect, toujours, d'un code éthique préétabli. Ce mode de production vise à assurer une longévité des connaissances régies autrement que par des entreprises privées.
Le Free Technology Academy (FTA) est une institution académique dont les principes fondamentaux sont basés sur les valeurs préconisées par le FKI. Un programme de maîtrise est offert en ligne. Ce dernier traite des technologies de l’information et de leur accessibilité. Tous les cours sont construits en lien avec le concept du Free Software. Les outils informatiques utilisés par les élèves relèvent de licences libres. Ils doivent contribuer et enrichir le contenu informationnel disponible sur les diverses plateformes. Ils ont donc un rôle d'intermédiaire à jouer dans l'évolution constante de la société.